# The Redskins
The Redskins — британская рок-группа, образовавшаяся в 1982 году в Йорке, Англия, придерживавшаяся леворадикальных взглядов и исполнявшая политизированный панк-рок с элементами соул и рокабилли, активно используя в аранжировках духовые инструменты. Одна из самых оригинальных и скандальных групп Великобритании, своей непреклонной политической позицией пробудившая в середине 80-х сознание многих на борьбу против антисоциальной политики правительства Тэтчер.

## История группы
В 1981 году Крис Дин (вокал, гитара), который в то время под псевдонимом «X. Moore» писал статьи для журнала New Musical Express, создал совместно с Ником Кингом (барабаны) свою первую группу No Swastikas. Позднее к ним присоединился Мартин Хьюз (бас, вокал), известный также как Мартин Милитант. Крис и Мартин были членами троцкистской Социалистической рабочей партии (SWP). В марте 1982 группа переехала в Лондон и сменила название на «Красных Скинов». Официальный дебют группы состоялся в финале неофициального концерта, который The Jam устроили в грязном общественном зале неподалёку от Лондонского моста для участников 5-дневного марша протеста «Право на работу».
Хотя скинхеды в то время в общественном сознании прочно ассоциировались с крайними правыми, Крис Дин отмечал: «Всегда было ошибкой считать, что все скинхеды — правые. Это не так. Достаточно взглянуть на аудиторию группы Specials, к примеру, или Madness. Там было много анти-расистских скинхедов, и левых скинхедов, и скинхедов-социалистов. Название Redskins пошло от группы скинхедов из Шеффилда, которые были членами Коммунистической партии. Большинство же молодых левых было из троцкистских организаций или из Лейбористской партии. Теперь кажется удивительным, что все эти шеффилдские скинхеды были в Коммунистической партии. Часть их была из Лейбористской партии, а часть — из Социалистической рабочей партии. Там всегда были левые скинхеды. У большинства рабочей молодёжи нет сильных расистских убеждений, есть только сильная правая пропаганда. Если тебя постоянно пичкают правыми идеями, то это не может не сказаться на твоём сознании...»
В том же 1982-м на лейбле CNT вышел первый сингл группы — «Лев Бронштейн» / «Крестьянская армия», посвященный тов. Троцкому (активисты SWP разделяли мнение Льва Давидовича о том, что тов. Сталин предал революцию, построив государственно-бюрократический капитализм). Когда известный британский радиоведущий Джон Пил услышал пластинку новой группы, он пригласил пацанов в свою программу на Radio One. Запись проводилась 9 октября 1982 года, а 20 октября она уже вышла в эфир. The Redskins сыграли четыре песни: «Объединяйтесь!», «Блюз Красных забастовщиков (Красные бьют Синих)», «Сноси статуи!» и «Крестьянская армия». Здесь группа впервые использовала духовые инструменты. Выступление стало очень популярным, и повторялось затем в радиоэфире еще семь раз, а в 1987 независимый лейбл Strange Fruit Records выпустил его в виде 12" мини-альбома.
Следующий сингл «Положись на Меня!» / «Объединяйтесь!» вышел в 1983 году. Журнал New Musical Express назвал его «Песней любви к солидарности рабочих» и признал лучшим синглом года. «Lean On Me!» принес Redskins еще большую популярность, и в начале 1984 года они подписали контракт с Decca Records.
В начале марта 1984 года правительство Тэтчер заявило о необходимости модернизации, реструктуризации и приватизации горнодобывающей отрасли, закрытии нерентабельных государственных шахт и увольнении в течение года 20 тысяч шахтёров. В ответ на это Национальный союз горняков объявил о начале общенациональной забастовки. События развивались стремительно — в течение недели стачка охватила всю страну, позднее к шахтерам присоединились металлурги и работники транспорта.
Когда Redskins только начинали, все их призывы к объединению, забастовкам, разговоры о «кризисе капитализма» для многих звучали анахронизмом. Но, как выяснилось, слова Криса Дина оказались пророческими: «Есть большая вероятность, что через два-три года всплеск активности среди рабочих вызовет кризис, у правящего класса возникнут трудности... Мы можем выйти из него полностью разбитыми и побежденными. Противостояние неизбежно, но результат — непредсказуем». И когда началась забастовка шахтеров, Redskins сделали это ключевой темой своих выступлений. 10 июня 1984 года, во время выступления группы на большом бесплатном концерте под открытым небом «Jobs For A Change Festival» в Саут-Бэнк, организованном «левым» Советом Большого Лондона (GLC), несколько десятков активистов из право-радикального Национального Фронта, вооруженных арматурой и велосипедными цепями, напали на зрителей и ворвались на сцену, пытаясь сорвать концерт. Это массовое столкновение между «правыми» и «левыми» имело большой резонанс. Позднее Крис Дин вспоминал: «Когда на нас напали, ситуация была очень опасной. Все, что им нужно было сделать, — это сорвать 3-4 концерта подряд, разгромить их. Даже если бы им не удалось этого сделать, даже если бы мы были готовы, промоутеры больше не стали бы с нами работать, говоря: «От Краснокожих слишком много проблем». Они хотели прикончить нас. Я не думаю, что они оценивали нас как политических конкурентов. Они оценивали нас как поп-группу. Фантастически трудно быть одновременно революционером и музыкантом, потому что во многом эти две вещи просто противоречат друг другу. То, о чем мы говорили долгое время, — противоречия становятся все более острыми. Вполне возможно, что наступит момент, когда мы должны будем выбирать...»
Их первый сингл на Decca «Продолжай продолжать! (Умри на ногах)» / «16 тонн (Уголь, а не пособие по безработице)» / «Блюз Красных забастовщиков» вышел в октябре и стал гимном для многих. К тому времени забастовка горняков достигла критической отметки. Тэтчер отказалась принять условия бастующих и сравнила забастовку с войной на Фолклендах, случившейся за два года до этого: «Нам пришлось бороться с врагом за пределами страны, на Фолклендских островах. Но мы всегда должны помнить о врагах внутри страны, с которыми бороться значительно труднее, и которые представляют бо́льшую опасность...» За первые три месяца стачки было арестовано 3.282 человека — каждые 20 минут арестовывали одного шахтера. На заседании Правительства всерьез рассматривался вопрос об объявлении чрезвычайного положения в мятежных районах Йоркшира, Шотландии, Южного Уэльса, Северо-Восточной Англии и Кента и о привлечении армейских подразделений.
Выступление группы 9 ноября 1984 года в популярном музыкальном телешоу The Tube, через восемь месяцев после начала забастовки, закончилось очередным скандалом. Redskins начали выступление с песни «Держись!», а перед следующей песней («Продолжай продолжать!»), специально написанной в знак солидарности с горняками, Крис Дин объявил: «Между тем шахтеры Дарема бастуют уже 35 недель!», и пригласил на сцену забастовщика Нормана Страйка, который намеревался произнести речь об арестованных и погибших во время стачки, но зрители так и не услышали, что он говорил, так как продюсеры канала потребовали отключить микрофоны в студии.
Следующий сингл «Разбей! (Эту Безумную Штуковину)» вышел в марте 1985 года и был приурочен к  вынужденному окончанию 12-месячной забастовки горняков, закончившейся поражением — самый влиятельный профсоюз Великобритании был разгромлен, было арестовано 11.291 человек, от 150 до 200 из них получили тюремные сроки, около девяти тысяч бастующих были уволены, а безработица в некоторых шахтерских городках достигла 50%. Во время записи этого сингла драммер Ник Кинг ушел из группы, поэтому в конце записи на барабанах играл уже Стив Уайт из The Style Council. Позднее его заменил Пол Хукхэм из The Woodentops.
В ноябре 1985-го группа организовала 12-дневный тур Kick Over Apartheid и одновременно планировала выпустить сингл «Сноси статуи!», а весь авторский гонорар от продажи передать A.N.C. и Конгрессу Южноафриканских Профсоюзов. Поскольку компания Decca отказалась выпускать пластинку на таких условиях. Redskins пришлось украсть из студии мастер-ленту и выпустить сингл на независимом лейбле Abstract. Чтобы избежать судебного преследования, название группы с обложки было удалено.
Шестой сингл, «Власть ваша», вышедший в феврале 1986-го, представлял собой полный ярости взгляд на прошедшие забастовки шахтеров, задавленных, но не побежденных. Он же стал и первым треком на их долгожданном и единственном альбоме «Ни Вашингтон, ни Москва... (но международный социализм)» (лозунг SWP), который вышел через месяц.
К концу 1986 года противоречия между требованиями коммерческой музыкальной индустрии и социалистическими идеями достигли своего пика, и после прощального концертного тура по Европе — выступления на фестивале в Бельгии, пяти концертов в Италии, два из которых на фестивалях, организованных коммунистической газетой L'Unita, и заключительного концерта в Мюнхене 15 сентября, Redskins объявили о своем расформировании. Вопреки сплетням, в группе по этому поводу не было раскола, но в последнем своем интервью 1986 года Крис Дин временами казался деморализованным: «После забастовки шахтеров у нас произошел небольшой кризис, когда мы увидели, как снижается наша аудитория — тысячи во время забастовки, а сейчас не более 500-600. Были и  некоторые проблемы с лейблом, продвижением и так далее. Но большая часть проблем была следствием окончания забастовки. В течение года, во время забастовки, я никогда не задумывался: «Что мы делаем?» Стало очевидно, что теперь все совсем по-другому... Становилось всё сложнее быть членом Социалистической Рабочей Партии и Redskins. Группа уже стала неактуальной, устарела, вышла за рамки политической реальности Великобритании 1986 года. Мы становились все больше рок-н-ролльными, чем политическими... У людей была романтическая идея о том, что музыка способна изменить мир, что музыка сама по себе имеет какую-то силу, и тому подобные нелепости, но это не так. Только когда она совмещена с политической борьбой, как это было во время шахтёрской забастовки, музыка начинает что-то значить... В наше время пропаганда должна быть очень чёткой и специфичной. Не мы выбираем время, когда рабочий класс активно борется. Сейчас, когда борьба поутихла, Redskins — это просто абстрактная пропаганда. Это — как выстрелы в темноте...»
После себя Redskins оставили долг в £136.000 фунтов стерлингов и нереализованную мечту о революции без изменений, как они ее понимали. Мартин Хьюз в дальнейшем работал курьером, играл в группе Raj & The Magitones, которая выпустила одну песню «Этот забавный старый мир» на сборнике «The Rise Of The Phoenix. Artists Against The Poll Tax», а позднее преподавал музыку в колледже. Пол Хукхэм присоединился к электронной фолк-команде Barely Works. Что касается Криса Дина, то после распада Redskins он вышел из Социалистической Рабочей Партии, собрал новую группу под названием P-Mod, с которой записал в студии пару демо-треков, затем появился в студенческой версии пьесы Тревора Гриффитса «Oi For England» в лондонской Центральной школе речи и драмы, после чего исчез где-то во Франции. С конца восьмидесятых о нем почти ничего не известно, хотя слухов бродит предостаточно. То, что является неизменным во всех этих историях, — то, что он вернулся в родной город Йорк, где ведет тихую размеренную жизнь отшельника вместе со своей мамой. Сознательный это выбор, или вынужденный, мы вряд ли когда-либо узнаем. Веб-сайт Redskins не обновлялся с 2006 года, единственное, что по-прежнему добавляется, это случайные комментарии со всего мира в гостевой книге. Слоган сайта — «Воспоминания о прошедших годах, разбитые надежды и мечта, которая умерла».
В 1995-м вышел альбом Live — запись «Концерта против апартеида», проходившего 13 декабря 1985 года в Polytechnic Of Central London (ныне Вестминстерский университет). В 2010 году ограниченным тиражом вышел сборник «Эпилог», стремящийся заполнить пробелы в истории группы — тщательно собранные басистом группы Thee Strawberry Mynde Марком «Базза» Барреттом, давним поклонником Redskins, ранние синглы, выходившие на CNT, концертные записи, демо-версии и треки «докраснокожей» панк-группы Криса Дина и Ника Кинга «No Swastikas».
Дебютный альбом группы Neither Washington Nor Moscow поднялся до No.31 в UK Albums Chart. Сингл «Lean On Me» (1983) и EP «The Peel Session» (1987) становились инди-хитами. Ещё 4 сингла входили в Top 75 UK Singles Chart. «Bring It Down! (This Insane Thing)» в 1985 году достиг No.33.

## Дискография

### Синглы и EPs
1982 Lev Bronstein (7", Single, CNT Productions)
1983 Lean On Me! (7", Single, CNT Productions) No.3 UK Indie Chart
1984 Keep On Keepin On! (12", Maxi-Single, Decca) No.43 UK Singles Chart     
1985 Bring It Down (This Insane Thing) (7", Single, Decca) No.33 UK Singles Chart
1985 Kick Over The Statues! (7", Single, Abstract Dance)    
1986 The Power Is Yours (12", Single, Decca) No.59 UK Singles Chart
1986 It Can Be Done (7", Single, Decca) No.76 UK Singles Chart 
1987 The Peel Sessions (12", EP, Strange Fruit, запись: октябрь, 1982) No.23 UK Indie Charts

### Альбомы
1986 Neither Washington Nor Moscow (Decca) No.31 UK Albums Chart
1995 Live (Dojo Limited, запись Anti-Apartheid Concert, 13 декабря 1985 года)
2010 Epilogue (Insurgence, сборник ранних синглов и демо-версий)